# セバスティアン・ソサ
- セバスティアン・ソーサ

セバスティアン・ソサ（1986年7月19日 - ）はウルグアイのサッカー選手。ポジションはGK。クラブ・ウニベルシダ・ナシオナル所属。

## 経歴

### クラブ
2007年にCAペニャロールに加入した。2011年7月、ボカ・ジュニアーズに移籍し、アグスティン・オリオンのバックアッパーとしてプリメーラ・ディビシオン優勝に貢献した。
翌年、CAベレス・サルスフィエルドに加入し、正GKとして活躍した。
2015年6月、CFパチューカに加入した。
2017年、モナルカス・モレリアに移籍した。

### 代表
2005年に年代別のウルグアイ代表からの招集を最後に代表とは縁がなかったが、2021年よりディエゴ・アロンソに監督が代わったA代表に招集され始める。2022年6月11日、35歳でパナマ代表との親善試合でデビューした。
2022 FIFAワールドカップを戦うA代表のメンバーに選出されたが、カタール入り前の練習中に母が急逝したため一度ウルグアイに帰国した。

## 代表歴

### 出場大会
- ウルグアイ代表
  - 2022 FIFAワールドカップ

### 試合数
- 国際Aマッチ 1試合 0得点（2022年）[5]

| ウルグアイ代表 | 国際Aマッチ | 国際Aマッチ |
| 年             | 出場        | 得点        |
| -------------- | ----------- | ----------- |
| 2022           | 1           | 0           |
| 通算           | 1           | 0           |